# 愛知県道513号一宮西中野線
愛知県道513号一宮西中野線（あいちけんどう513ごう いちのみやにしなかのせん）は、愛知県一宮市内を通る一般県道である。

## 概要
一宮市街地の南方から西進し木曽川畔の中野の渡し付近まで至る一般県道である。途中、旧美濃路の経路を通ったり二手に分かれるなど、ルートがやや複雑な箇所がある。

### 路線データ
- 起点：愛知県一宮市丹陽町多加木（愛知県道190号名古屋一宮線交点）
- 終点：愛知県一宮市西中野渡シ場前（愛知県道135号羽島稲沢線交点）

## 沿革
- 1994年（平成6年）4月1日：認定[1]。旧愛知県道144号西中野岩倉線の一部を継承

## 地理

### 通過する自治体
- 愛知県
  - 一宮市

### 接続する道路
- 愛知県道190号名古屋一宮線（牛野通り、岐阜街道、鮎鮨街道）（多加木北交差点：起点）
- 愛知県道65号一宮蟹江線（徳法寺浦東交差点）
- 愛知県道14号岐阜稲沢線（西尾張中央道）（萩原町東宮重交差点、南高井交差点）
- 国道155号（串作南交差点、串作交差点）
- 愛知県道136号一宮清須線（美濃街道）（一宮市萩原町高木蟹子地内 - 串作交差点で重複、及び南古城交差点）

この間市道区間あり（串作交差点 - 萩原下町交差点）
- 愛知県道458号一宮弥富線（巡見街道）（萩原下町交差点）
- 愛知県道129号一宮津島線（上祖父江交差点）
- 愛知県道135号羽島稲沢線（一宮市西中野渡シ場前地内：終点）

### 周辺
- 一宮市博物館
- 名鉄名古屋本線 妙興寺駅
- 一宮市立大和東小学校
- 一宮市立大和南中学校
- 一宮市立中島小学校
- 一宮市立萩原中学校
- 愛知県立一宮西高等学校
- 名鉄尾西線 萩原駅
- 一宮市立尾西第二中学校
- 一宮市立朝日東小学校
- 一宮市立朝日西小学校
- 愛知県尾西取水場
- 名古屋市上下水道局朝日取水場
- 一宮市上下水道局朝日取水所
- 木曽川